# Гравери
Гра́вери (латыш. Grāveri) — населённый пункт в Краславском крае Латвии. Административный центр Граверской волости. Находится на берегу озера Язиню у региональной автодороги P62 (Краслава — Прейли — Мадона). Расстояние до города Краслава составляет около 21 км. По данным на 2015 год, в населённом пункте проживало 162 человека. Есть волостная администрация, начальная школа, библиотека, фельдшерский и акушерский пункт, православная церковь Михаила Архангела.

## История
В советское время населённый пункт был центром Граверского сельсовета Краславского района. В селе располагалась центральная усадьба совхоза «Гравери».